# اوا کریستین هانسن
اوا کریستین هانسن (نروژی: Eva Kristin Hansen) زاده ۵ مارس ۱۹۷۳م، یک سیاستمدار نروژی است. وی عضو حزب کارگر نروژ است و از سال ۲۰۰۵م، به عنوان نماینده مردم تروندلاگ جنوبی در مجلس ملی نروژ حضور داشته‌است.

در ۹ اکتبر سال ۲۰۲۱م، وی مدت کوتاهی به ریاست مجلس ملی نروژ رسید، اما در ۲۱ نوامبر همان سال به اتهام عدم رعایت قوانین اجاره محل موقت به منظور تردد به محل کار، مجبور به استعفاء شدو چند روز بعد در ۲۵ نوامبر یک ایرانی‌تبار به نام مسعود قره خانی جایگاه وی را تصاحب کرد.